# 岩手県道3号一関停車場線
岩手県道3号一関停車場線（いわてけんどう3ごう いちのせきていしゃじょうせん）は、岩手県一関市を通る県道（主要地方道）である。

## 概要
一関停車場（岩手県一関市）から一関市新大町に至る。駅名は「一ノ関駅」であるが、県道名では「一関」を用いている。

### 路線データ
- 実延長：141.3 m[1]
- 起点：一関停車場[1]（JR東日本 一ノ関駅）
- 終点：一関市新大町[1]（一関駅前交差点、国道284号＜国道342号重複＞・県道260号交点）

## 歴史
- （年代不詳） - 旧道路法に基づき県道に認定される。
- 1954年（昭和29年）
  - 1月29日 - 建設省（現・国土交通省）から主要地方道の指定を受ける[2]。
  - 8月16日 - 現行道路法に基づき、改めて県道に認定される[3]。
- 1993年（平成5年）5月11日 - 建設省により主要地方道に再指定される[4]。
- 1994年（平成6年）4月1日 - 整理番号を25から3へ変更。

## 地理

### 通過する自治体
- 一関市

### 交差する道路
- 国道284号〈国道342号重複〉・岩手県道260号一関平泉線（一関駅前交差点・一関市新大町）